# Cristian Danci
Cristian Danci (sinh ngày 15 tháng 7 năm 1988) là một cầu thủ bóng đá người România thi đấu ở vị trí tiền vệ cho Hermannstadt.